# HTFI PTE LTD
HTFI PTE LTD.（エイチティエフアイ・プライベート・リミテッド）は2012年に発足したグループ資産管理会社でシンガポールに本社を置く。

## 概要
- 本社：シンガポールオーチャードロード３９１義安城ビル23階
- 設立：2012年6月
- 代表者：大島公一（CEO兼ディレクター）
- 役員数: 取締役 3名
- 従業員数：87名（グループ含む2013年3月末現在）
- 関連会社：リラウンジ株式会社（東京都）、インフォーシズ株式会社（埼玉県）、株式会社アズユーウィッシュ（東京都）　他数社

## 組織・関連会社
- リラウンジ株式会社（東京都）http://www.relounge.co

　代表者：石田将司
- インフォーシズ株式会社（埼玉県）http://www.inforsys.biz

　代表者：影山琢也
- 株式会社アズユーウィッシュ（東京都）http://www.make-wedding.net

　代表者：星野純一
- 株式会社インバンブーデザインラボ（群馬県）http://www.design-labo.co

　代表者；竹中雅俊
- その他関連会社拠点

　【国内】石川県、富山県、福井県
　【海外】バンコク